# Ridgway (Pennsylvanie)
Pour les articles homonymes, voir Ridgway.
Le borough de Ridgway est le siège du comté d'Elk, situé en Pennsylvanie, aux États-Unis. Il comptait 4 078 habitants lors du recensement de 2010.

## Histoire
La ville fut fondée par Jacob Ridgway et James Gillis.

## Personnalité
- James Henry Gillis, amiral américain.

## Source
- (en) Cet article est partiellement ou en totalité issu de l’article de Wikipédia en anglais intitulé « Ridgway, Pennsylvania » (voir la liste des auteurs).